# Ethylfenylether
Ethylfenylether is de ethyl-ether van fenol. De triviale naam ervan is fenetol. De systematische IUPAC-naam is ethoxybenzeen, omdat het molecuul bestaat uit een benzeenring verbonden met een ethoxygroep. Ethylfenylether is een kleurloze, viskeuze vloeistof met een aangename, aromatische geur. Ze is praktisch niet oplosbaar in water, maar wel in ethanol en di-ethylether.

## Synthese
Ethylfenylether kan onder meer bereid worden door de reactie van fenol met di-ethylsulfaat in aanwezigheid van een base.
Een alternatieve reactie is via de Williamson-ethersynthese tussen fenol en joodethaan of broomethaan, in aanwezigheid van een base. Veel toegepast is de methode waarin fenol met ethylbromide wordt gerefluxt in aceton, in aanwezigheid van vast kaliumcarbonaat als base.

## Toepassingen
Ethylfenylether is een (betrekkelijk hoogkokend) oplosmiddel voor sommige organische reacties, en een intermediaire stof in de synthese van andere organische verbindingen.